# Pirata iviei
Pirata iviei Wallace & Exline, 1978 è un ragno appartenente alla famiglia Lycosidae.

## Etimologia
Il nome è in onore dell'aracnologo statunitense Wilton Ivie (1907-1967).

## Caratteristiche
L'olotipo maschile rinvenuto ha il cefalotorace lungo 1,8mm, e largo 1,32mm.

## Distribuzione
La specie è stata reperita negli USA: 
1. Georgia: Contea di Toombs, nei pressi di Lyons.
2. Carolina del Nord: Contea di Durham.
3. Carolina del Sud: Contea di Aiken.

## Tassonomia
La specie appartiene all'aspirans group nell'ambito del genere Pirata insieme con P. aspirans, P. indigena e P. triens.
Al 2017 non sono note sottospecie e dal 1978 non sono stati esaminati nuovi esemplari.